# Авраамий Палеостровский
Авраа́мий Палеостро́вский, Олонецкий (умер в середине XV века) — святой Русской православной церкви, игумен Палеостровского Рождественского монастыря. Ученик преподобного Корнилия Палеостровского. День памяти — 21 августа (3 сентября).

## Биография
Из «Сказаний о жизни преподобнаго Корнилия Палеостровского» известно, что Авраамий пришёл к нему после того как Корнилий поселился в пещере на острове Палей Онежского озера. Палеостровский монастырь был основан Корнилием, предположительно, не позднее 1415—1421 годов. Авраамий вместе с другими учениками Корнилия участвовал в строительстве монастыря. Ещё при жизни Корнилий назначил Авраамия своим преемником. Преподобный Корнилий скончался около 1420 года, Авраамий похоронил его в пещере острова Палей. Позднее мощи Корнилия Палеостровского были перенесены в храм Рождества Пресвятой Богородицы. Преподобный Авраамий скончался в середине XV века. Он был похоронен под спудом в церкви Рождества Богородицы рядом с Корнилием.
Дата местной канонизации Авраамия Палеостровского неизвестна. В XVII веке Палеостровский монастырь дважды подвергался разорению, в результате чего большая часть архива была утрачена. Местное почитание Авраамия и Корнилия документально зафиксировано в начале XIX века. Архиепископ Сергий (Спасский) указывал день памяти обоих святых — 21 августа. В 1974 году Авраамий Палеостровский был включён в Собор Карельских святых, а в 1981 году — в Собор Новгородских святых.